# جون س. هاس
جون س. هاس (بالإنجليزية: John C. Haas) هو مهندس أمريكي، ولد في 22 مايو 1918 في Haverford, Pennsylvania ‏ في الولايات المتحدة، وتوفي في 2 أبريل 2011 في فيلانوفا ‏ في الولايات المتحدة.